# Коефіцієнт Жаккара
Мі́ра Жакка́ра (коефіціє́нт флористи́чної спі́льності, фр. coefficient de communaute, нім. Gemlinschaftskoefficient) — міра подібності, запропонована Полем Жаккаром в 1901 році. Запропонований метод здобув поширення і нині використовується для оцінки подібності скінченних множин, в інформатиці, для пошуку подібних документів, плагіату тощо.
Коефіцієнт Jaccard вимірює подібність між множинами і визначається як міра спільної частини, поділена на міру об'єднання множин:
{\displaystyle J(A,B)={{|A\cap B|} \over {|A\cup B|}}={{|A\cap B|} \over {|A|+|B|-|A\cap B|}}.}
(Коли A та B обидві порожні, тоді J(A,B) = 1.)
{\displaystyle 0\leqslant J(A,B)\leqslant 1.}
Відстань Жаккара, яка вимірює відмінність множин, є доповненням коефіцієнта Жаккара до 1 і отримується відніманням коефіцієнта Жаккара від 1, або, еквівалентно, діленням різниці мір об'єднання і перетину двох множин на міру об'єднання:
{\displaystyle d_{J}(A,B)=1-J(A,B)={{|A\cup B|-|A\cap B|} \over |A\cup B|}.}
Інакше можна пояснити відстань Жаккара, як відношення міри симетричної різниці {\displaystyle A\triangle B=(A\cup B)-(A\cap B)} до об'єднання.
Відстань Жаккара є метрикою на множині всіх скінченних множин.

## В ботаніці
Коефіцієнт подібності Жаккара обчислюють за формулою:
{\displaystyle K_{J}={\frac {c}{a+b-c}}},
де
- а — кількість видів на першому пробному майданчику,
- b — кількість видів на другому пробному майданчику,
- с — кількість видів, спільних для 1-ого та 2-ого майданчиків.

Це перший відомий коефіцієнт подібності. Прізвище автора коефіцієнта в літературі перекладалася як: Жаккард, Джаккард. Коефіцієнт Жаккара в різних модифікаціях і записах активно використовується в екології, геоботаніці, молекулярній біології, біоінформатиці, геноміці, протеїноміці, інформатиці та інших галузях. Міра Жаккара еквівалентна (пов'язані однією монотонно зростаючою залежністю) мірі Серенсена і міру Сокала-Сніта для скінченних множин (множинна інтерпретація):
{\displaystyle K_{1,-1}={\frac {n(A\cap B)}{n(A)+n(B)-n(A\cap B)}}={\frac {n(A\cap B)}{n(A\cup B)}}}
Міру різниці, яка є доповненням до 1 коефіцієнта подібності Жаккара, називають мірою флористичного контрасту.
Для випадку дескриптивних множин (дескриптивна інтерпретація) в екології - це вибірки за рясністю, аналогом вказаної міри є міра Ружички:
{\displaystyle K_{1,-1}={\sum _{i=1}^{r}min(A_{i},B_{i}) \over (\sum _{i=1}^{r}(A_{i})+\sum _{i=1}^{r}(B_{i})-\sum _{i=1}^{r}min(A_{i},B_{i}))}={\sum _{i=1}^{r}min(A_{i},B_{i}) \over \sum _{i=1}^{r}max(A_{i},B_{i}))}}
В конкретних випадках, коли використовуються компоненти булевих векторів, тобто компоненти, які набувають тільки два значення 0 та 1, міра відома під назвою коефіцієнта Танімото або розширеного коефіцієнта Жаккара.
Якщо порівнюються об'єкти за зустрічальністю видів (ймовірнісна інтерпретація), тобто враховуються ймовірності зустрічей, то аналогом міри Жаккара буде ймовірнісна міра Іверсена:
{\displaystyle K_{1,-1}={\frac {P(A\cap B)}{P(A\cup B)}}}.
Для інформаційної аналітичної інтерпретації використовується міра взаємозалежності Райського:
{\displaystyle K_{1,-1}={\frac {I(A,B)}{H(A,B)}}}
Мірою різниці, коеквівалентною мірі подібності Жаккара, є відстань:
{\displaystyle F_{1,-1}=1-{\frac {n(A\cap B)}{n(A)+n(B)-n(A\cap B)}}={\frac {n(A\cup B)-n(A\cap B)}{n(A\cup B)}}}

## В інформатиці
В інформатиці коефіцієнт Жаккара двох множин A та В дорівнює відношенню кількості елементів перетину множин до кількості елементів їхнього об'єднання:
{\displaystyle J(A,B)={\frac {|A\cap B|}{|A\cup B|}}}
Коефіцієнт Жаккара та алгоритм шинглів використовують для пошуку схожих текстів у великому корпусі документів, а також для виявлення плагіату. Для ефективного обчислення оцінки значення коефіцієнта Жаккара використовують алгоритм MinHash.